# Michel van de Korput
Michaël Antonius Bernardus van de Korput (ur. 18 września 1956 w Wagenbergu) – piłkarz holenderski grający na pozycji środkowego obrońcy.

## Kariera klubowa
Pierwszym klubem van de Korputa w karierze był amatorski VCW, natomiast pierwszym w pełni profesjonalnym – Feyenoord. Początkowo grał w drużynie młodzieżowej Feyenoordu, ale w 1974 roku został włączony do kadry pierwszej drużyny, a 15 września zadebiutował w Eredivisie w wygranym 6:0 meczu z Go Ahead Eagles. Do pierwszego składu trafił jednak dopiero w połowie sezonu 1976/1977, a swój pierwszy sukces wywalczył w 1980 roku, gdy zdobył Puchar Holandii.
Latem 1980 van de Korput wyjechał do Włoch. Został piłkarzem Torino FC, które zapłaciło za niego 1,5 miliona guldenów. W Torino spędził trzy sezony, ale zajmował z nim jedynie miejsca w środku tabeli. W Serie A wystąpił dla turyńskiego zespołu w 72 meczach i zdobył 1 gola.
W 1983 roku Michel wrócił do Feyenoordu i wtedy wsparł drużynę w walce o mistrzostwo kraju. W 1984 mógł świętować z rotterdamskim klubem zarówno swój pierwszy i jedyny tytuł mistrza Holandii, a także zdobycie drugiego w karierze krajowego pucharu. Swój ostatni mecz w Feyenoordzie van de Korput rozegrał 25 maja 1985, a Feyenoord zremisował 1:1 z AZ Alkmaar. Ogółem dla Feyenoordu zagrał 195 razy i strzelił 4 gole.
Latem 1985 van de Korput został sprzedany za milion guldenów do niemieckiego 1. FC Köln. W Bundeslidze zadebiutował 10 sierpnia w zremisowanym 1:1 meczu z Eintrachtem Frankfurt. W klubie z Kolonii miał pewne miejsce w składzie i dotarł z nim aż do finału Pucharu UEFA, w którym niemiecki klub uległ 3:5 Realowi Madryt (Michel w finale nie grał). Pod koniec sezonu doznał jednak ciężkiej kontuzji, która wyeliminowała go z gry na cały sezon 1986/1987 i sprawiła, że Michel już więcej nie powrócił do dawnej dyspozycji.
W 1987 roku van de Korput przeszedł do belgijskiego trzecioligowego wówczas Germinalu Ekeren, z którym awansował do drugiej ligi. Po 2 latach przeniósł się do Royal Cappellen FC, z którym występował w czwartej lidze, a w 1990 roku zakończył piłkarską karierę w wieku 34 lat.
| Sezon   | Klub               | Kraj     | Rozgrywki     | Mecze | Bramki |
| ------- | ------------------ | -------- | ------------- | ----- | ------ |
| 1974/75 | Feyenoord          | Holandia | Eredivisie    | 1     | 0      |
| 1975/76 | Feyenoord          | Holandia | Eredivisie    | 17    | 0      |
| 1976/77 | Feyenoord          | Holandia | Eredivisie    | 30    | 0      |
| 1977/78 | Feyenoord          | Holandia | Eredivisie    | 25    | 1      |
| 1978/79 | Feyenoord          | Holandia | Eredivisie    | 32    | 1      |
| 1979/80 | Feyenoord          | Holandia | Eredivisie    | 29    | 0      |
| 1980/81 | Torino FC          | Włochy   | Serie A       | 24    | 0      |
| 1981/82 | Torino FC          | Włochy   | Serie A       | 23    | 0      |
| 1982/83 | Torino FC          | Włochy   | Serie A       | 27    | 1      |
| 1983/84 | Feyenoord          | Holandia | Eredivisie    | 32    | 0      |
| 1984/85 | Feyenoord          | Holandia | Eredivisie    | 30    | 2      |
| 1985/86 | 1. FC Köln         | Niemcy   | Bundesliga    | 27    | 0      |
| 1986/87 | 1. FC Köln         | Niemcy   | Bundesliga    | 0     | 0      |
| 1987/88 | Germinal Ekeren    | Belgia   | 3. liga       | ?     | ?      |
| 1988/89 | Germinal Ekeren    | Belgia   | Tweede Klasse | 26    | 2      |
| 1989/90 | Royal Cappellen FC | Belgia   | 4. liga       | ?     | ?      |

## Kariera reprezentacyjna
W reprezentacji Holandii van de Korput zadebiutował 26 września 1979 roku w wygranym 1:0 meczu z Belgią. W 1980 roku został powołany przez Jana Zwartkruisa do kadry na finały Mistrzostw Europy we Włoszech. Tam zagrał we wszystkich trzech grupowych meczach: z Grecją (1:0), z RFN (2:3) oraz Czechosłowacją (1:1), jednak Holandia odpadła już po fazie grupowej.
Van de Korput był podstawowym zawodnikiem Holandii pierwszej połowy lat 80. Występował z nią w nieudanych kwalifikacjach do Mistrzostw Świata w Hiszpanii, Mistrzostw Europy we Francji oraz Mistrzostw Świata w Meksyku. Swój ostatni mecz rozegrał 20 listopada 1985, a Holandia pokonała 2:1 Belgię. Ogółem w kadrze wystąpił w 23 meczach i nie zdobył gola.